# Lo Grau (Serradell)
Lo Grau és una collada situada a 1.486,3 m d'altitud del terme municipal de Conca de Dalt (antic terme de Toralla i Serradell), al Pallars Jussà.
És al vessant oriental del Pic de Lleràs, al fons de la vall del riu de Serradell, a la capçalera del barranc del Grau, que en pren el nom. Al seu nord s'estén el bosc anomenat la Boscarrera.